# 秦岭贯众
秦岭贯众（学名：Cyrtomium tsinglingense）为鳞毛蕨科贯众属下的一个种。

## 扩展阅读
- 維基物種上的相關：秦岭贯众